# Jaime C. de Veyra

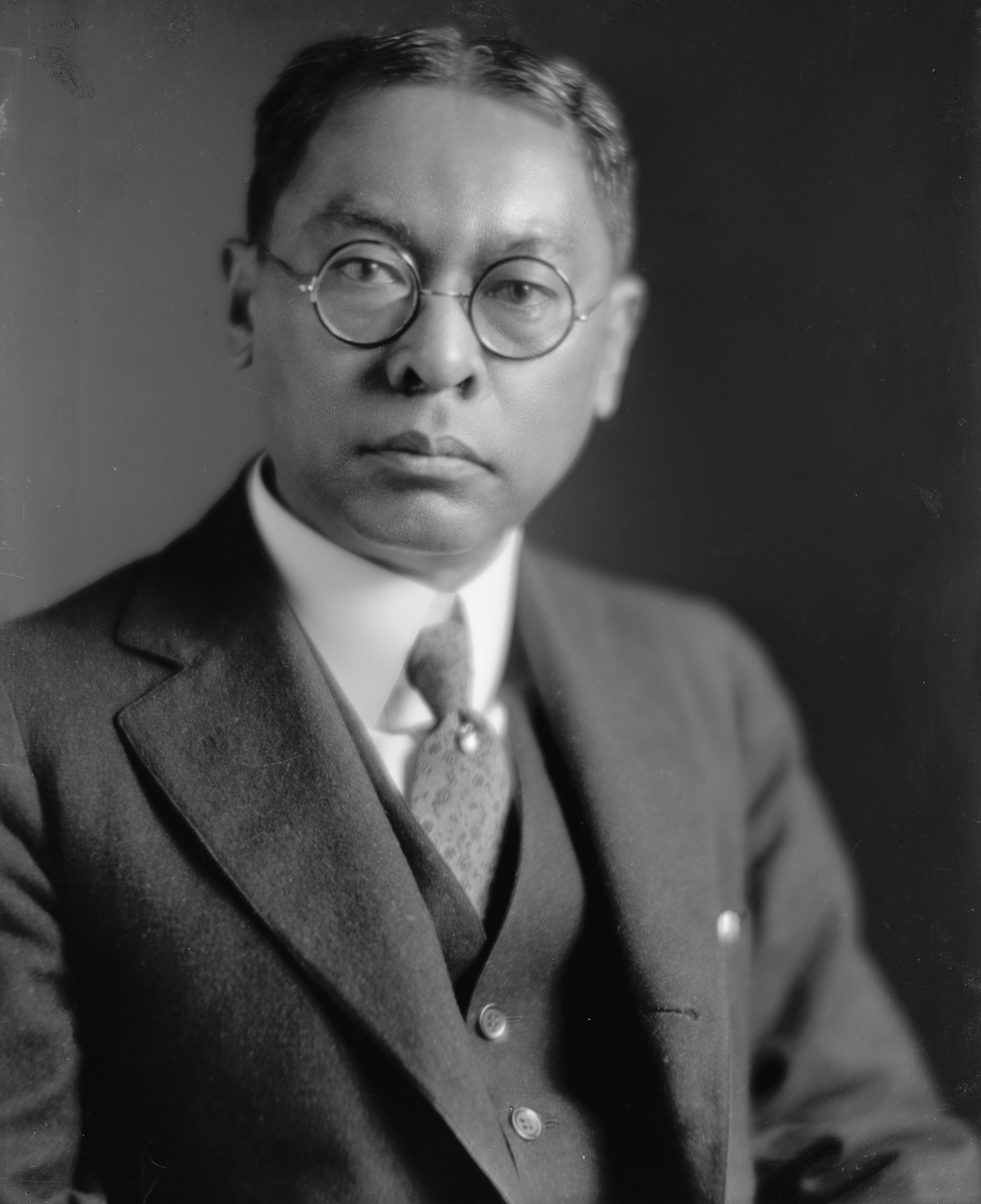
Jaime C. de Veyra (Foto: Harris & Ewing, 1905)

Jaime Carlos de Veyra (* 4. November 1873 in Tanauan; † 7. März 1963 in Manila) war ein philippinischer Politiker. Zwischen 1917 und 1923 vertrat er die Philippinen als Delegierter (Resident Commissioner) im Repräsentantenhaus der Vereinigten Staaten.

## Werdegang
Jaime de Veyra besuchte sowohl öffentliche als auch private Schulen seiner Heimat. Im Jahr 1893 absolvierte er das Colegio de San Juan de Letran in Manila. Zwischen 1895 und 1897 studierte er an der University of Santo Tomas in Manila unter anderem Jura und Philosophie. In den Jahren 1898 und 1899 war er Sekretär des amerikanischen Militärgouverneurs von Leyte. Danach arbeitete er in der Zeitungsbranche. Gleichzeitig blieb er auch politisch aktiv. Er war Mitglied der Nacionalista Party und wurde Mitglied im Stadtrat von Cebu; von 1906 bis 1907 fungierte er als Gouverneur von Leyte. Zwischen 1907 und 1909 war er Abgeordneter in der philippinischen Versammlung. Von 1913 bis 1916 gehörte er der amerikanischen Philippine Commission an. In den Jahren 1916 und 1917 war er geschäftsführender Beamter der philippinischen Regierung (Executive Secretary of the Philippine Islands).
Im Jahr 1917 wurde Jaime de Veyra von der philippinischen Legislative als nicht stimmberechtigter Delegierter in das US-Repräsentantenhaus in Washington, D.C. gewählt, wo er am 4. März 1917 sein neues Mandat antrat. Dieses konnte er nach einigen Wiederwahlen bis zum 3. März 1923 ausüben. Im Jahr 1922 verzichtete er auf eine weitere Kandidatur.

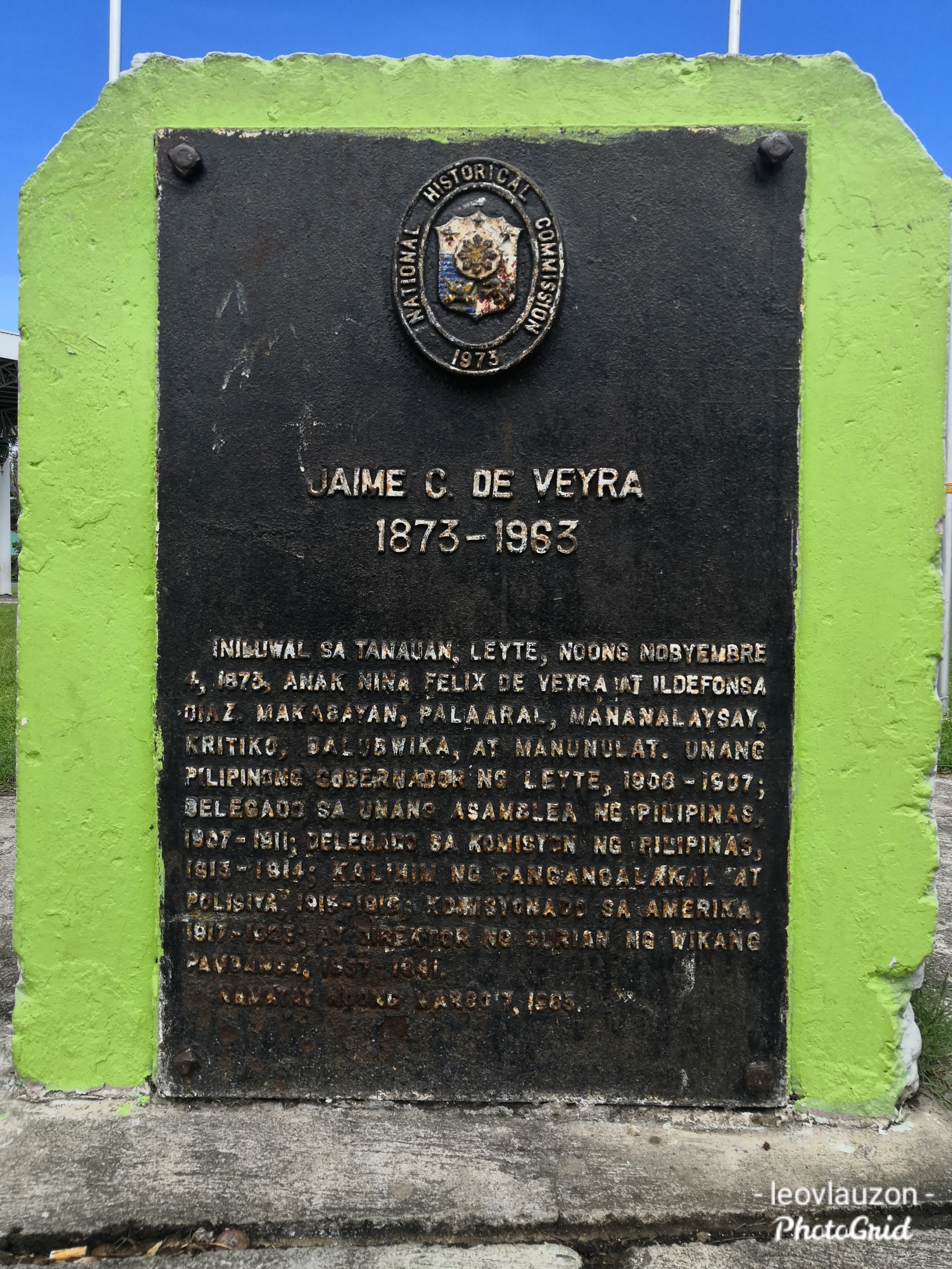
Jaime C. De Veyra Gedenktafel auf den Philippinen

Nach dem Ende seiner Zeit im US-Repräsentantenhaus arbeitete De Veyra zunächst wieder in der Journalistenbranche. Zwischen 1925 und 1936 leitete er die spanische Fakultät der Universität der Philippinen in Manila; von 1936 bis 1944 war er Direktor des Institute of National Language, das sich mit der Entwicklung der verschiedenen philippinischen Dialekte befasst. Außerdem war er für die philippinische Nationalbibliothek als Forscher für historische Manuskripte und Dokumente tätig.